# Calamaria prakkei
Espèce
Statut de conservation UICN

 CR A2c : 
En danger critique
Calamaria prakkei  est une espèce de serpents de la famille des Colubridae.

## Répartition
Cette espèce se rencontre à Singapour et au Sabah en Malaisie.

## Description
Le plus grand paratype de Calamaria prakkei mesure 26 cm dont 4 cm pour la queue.

## Étymologie
Son nom d'espèce lui a été donné en l'honneur de J. Chr. Prakke qui a capturé les premiers spécimens à Sandakan.

## Publication originale
- Lidth De Jeude, 1893 : On reptiles from North Borneo. Notes from the Leyden Museum, vol. 15, n. 3, p. 250-257 (texte intégral).